# 벤켄역
벤켄역(독일어: Bahnhof Benken)은 스위스 장크트갈렌주의 벤켄 시정촌에 위치한 기차역이다. 이곳은 라퍼스빌-치겔브뤼케선에 있다.
역에는 우츠나흐 및 치겔브뤼케를 통해 라퍼스빌과 슈반덴을 연결하는 장크트갈렌 S-반 S6 서비스가 매시간 운행된다.

## 운행편
2020년 12월 시간표 변경에 따라 벤켄에서 다음 서비스가 정차한다.
- 장크트갈렌 S-반 S6 : 치겔브뤼케를 경유하여 라퍼스빌과 슈반덴 사이를 매시간 운행한다.